# Ястшембець (Семполенський повіт)
Ястшембець (пол. Jastrzębiec) — село в Польщі, у гміні Венцборк Семполенського повіту Куявсько-Поморського воєводства.
Населення — 225 осіб (2011).
У 1975-1998 роках село належало до Бидгощського воєводства.

## Демографія
Демографічна структура станом на 31 березня 2011 року:
|          | Загалом | Допрацездатний вік | Працездатний вік | Постпрацездатний вік |
| -------- | ------- | ------------------ | ---------------- | -------------------- |
| Чоловіки | 113     | 22                 | 80               | 11                   |
| Жінки    | 112     | 26                 | 62               | 24                   |
| Разом    | 225     | 48                 | 142              | 35                   |